# Jenifer fait son live
Albums de Jenifer
Le Passage
(2004) Lunatique
(2007)
Jenifer fait son live est un album live de la chanteuse française Jenifer, sorti en 2005. 
Il a été enregistré lors des concerts des 12 et 13 mars 2005 qu'elle a donné au Zénith de Paris. Il est commercialisé le 3 octobre 2005 et se hisse à la 6e place des meilleures ventes d'albums physiques en France. La promotion de l'album est assurée par le single Serre-moi, qui a été réenregistré pour l'occasion et qui est donc une version légèrement différente de celle disponible sur son deuxième album Le Passage. L'album se vend a plus de 100 000 exemplaires.
L'album se voit également décliné en support DVD, où l'on retrouve l'ensemble du concert en images, le 9 novembre 2005.

## Liste des pistes
Tous les titres sont enregistrés en live à l'exception du titre Serre-moi du CD 1 qui a été enregistré en studio.

### édition CD + édition slidepack
1. Ose
2. Comme un yoyo
3. Le passage
4. Le souvenir de ce jour
5. Celle que tu vois
6. Donne-moi le temps
7. Chou boup
8. Pour toi
9. Au soleil
10. J'en ai assez
11. Des mots qui résonnent
12. Mauvais sang
13. De vous à moi
14. Je ne pourrai plus aimer
15. C'est de l'or
16. Dirty Man
17. J'attends l'amour
18. Ma révolution
19. Serre-moi [Single Mix]

### édition limitée digipack
1. Tom's Diner
2. Serre-moi (live version acoustique)
3. -bonus CDROM-

"les coulisse du concert à Tahiti + photos live inédites

## Classement des ventes
| Pays              | Meilleure position | Certification | Chiffre de ventes |
| ----------------- | ------------------ | ------------- | ----------------- |
| France            | 6                  | Or            | 100.000           |
| Belgique Wallonie | 6                  |               | 10.000            |
| Suisse            | 77                 |               |                   |